# Светлая (приток Сочура)
Светлая (Левая Светлая) — река в России, протекает по Енисейскому району Красноярского края. Устье реки находится в 129 км по правому берегу реки Сочур. Длина реки составляет 24 км. Приток — Правая Светлая.

## Данные водного реестра
По данным государственного водного реестра России относится к Верхнеобскому бассейновому округу, водохозяйственный участок реки — Кеть, речной подбассейн реки — бассейн притоков (Верхней) Оби от Чулыма до Кети. Речной бассейн реки — (Верхняя) Обь до впадения Иртыша.